# Kelemen Mikes
Kelemen Mikes, född 1690, död 1761, var en ungersk författare, kanske den mest betydande prosaisten i 1700-talets ungerska litteratur.
Mikes var furst Frans II Rákóczys kammarherre och följde med då fursten efter frihetskampens sammanbrott 1711 flydde, först till Polen, sedan till Frankrike och slutligen till Turkiet 1717. Hans huvudverk är Törökországi levelek ("Brev från Turkiet", 1717–1758, först utgivna 1794), där han berättar om furstens liv och sista år och om de andra ungerska landsflyktigas vardag. Breven har historiskt källvärde.

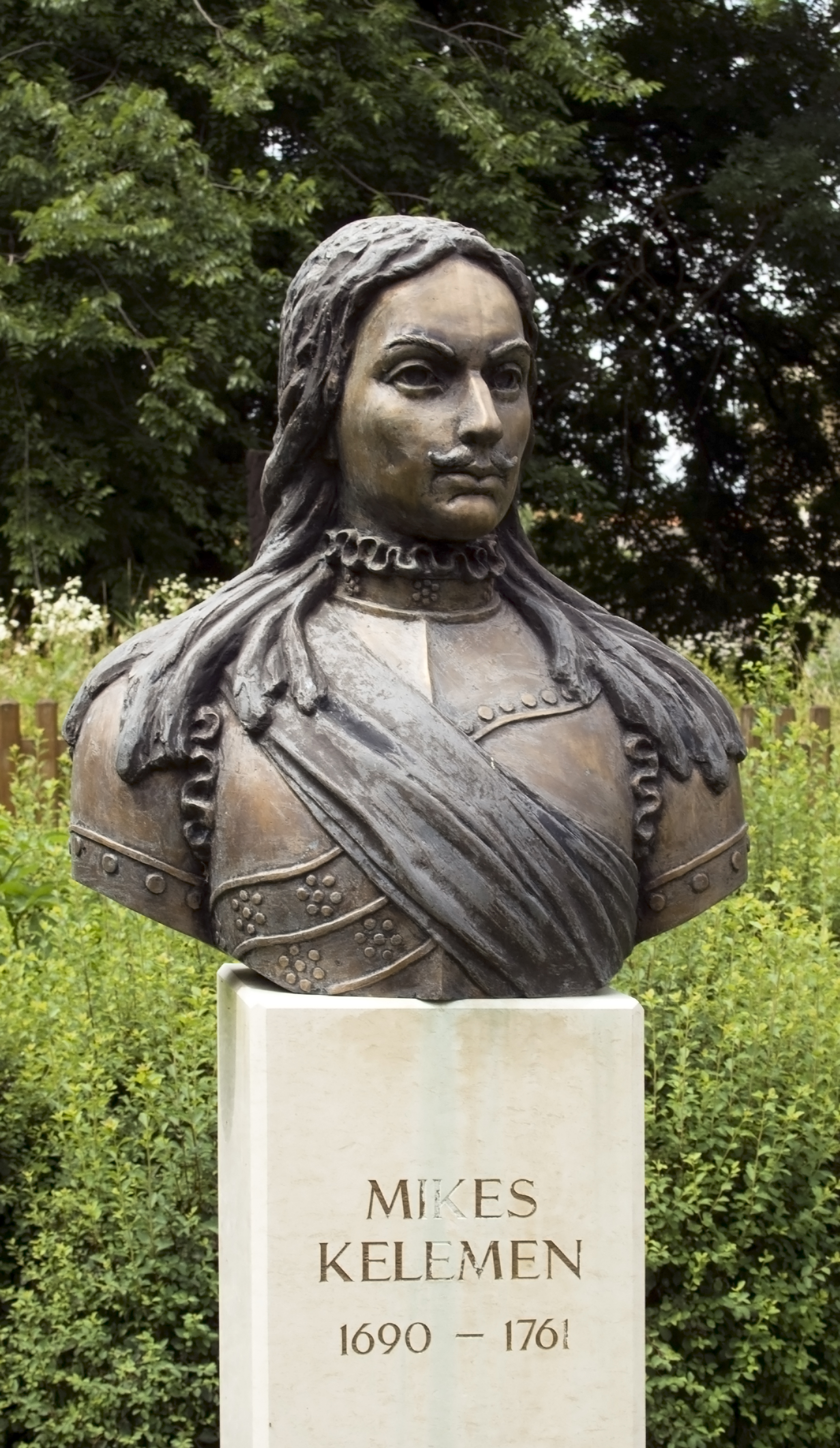
Byst av Kelemen Mikes.